# Bojsmanbocht
De Bojsmanbocht (Russisch: Бухта Бойсмана; boechta Bojsmana) is een bocht van de Baai van Peter de Grote in het zuiden van de Russische kraj Primorje. De bocht bevindt zich tussen Kaap Krasny Oetes ("rode klip") in het zuidwesten en het schiereiland Klerna in het noordoosten.

## Geografie
Het westelijk deel van de kust is overgroeid met struikgewas. De noordelijke kust is laag en zanderig en aan de noordoostelijke kust bevinden zich een aantal heuvels. Met name de noordelijke en oostelijke kusten zijn erg moerassig. Aan noordwestzijde stroomt de rivier de Rjazanovjka (ten westen waarvan de plaats Rjazanovka ligt) in en aan noordzijde bevindt zich het gelijknamige Rjazanovkameer dat van de bocht gescheiden wordt door een schoorwal. Aan zuidoostzijde bevindt zich het eilandje Klerka. Ten noorden hiervan ligt de kleine Klerkabocht.
De bocht is ondiep en op plekken bevinden zich riffen. De bodem van de bocht bestaat voornamelijk uit zand met her en der wat rotsen. De diepte varieert van minder dan 2 meter aan de kust tot 20 meter aan de monding.

## Geschiedenis
De baai kent momenteel geen door mensen bewoonde plaatsen. Aan de oevers zijn echter wel overblijfselen gevonden van een prehistorische bewoning door diverse culturen gedurende ongeveer 4000 jaar. Wetenschappers hebben de bovenste laag blootgelegd van een laag uit de Jankovskicultuur van de 8e tot 5e eeuw v.Chr. met overblijfselen van fragmenten aardewerk, stenen bijlen, pijlpunten, botsperen (voor de visvangst) en vishaken.
De bocht werd voor het eerst bezocht door Russen in 1862 door een expeditie onder leiding van marineofficier Vasili Babkin. Marineofficier Aleksej Stenin beschreef de bocht in 1880 en in de periode 1895 tot 1898 kreeg de bocht haar huidige naam; een vernoeming naar de Russische marineofficier Vasili Bojsman.